# Eurylabus larvatus
Eurylabus larvatus là một loài tò vò trong họ Ichneumonidae.